# Bernhard Rademacher

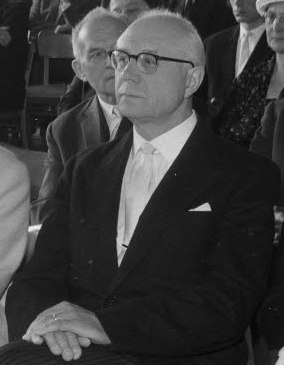
Bernhard Rademacher (1963)

Bernhard Joseph Wilhelm Rademacher (* 4. November 1901 in Eisleben; † 11. Februar 1973 in Stuttgart) war ein deutscher Agrarwissenschaftler insbesondere im Bereich des Pflanzenschutzes. Er war Professor für Phytopathologie und Gründungsdirektor des Instituts für Phytomedizin an der Landwirtschaftlichen Hochschule Hohenheim.

## Leben und Wirken
Rademacher studierte ab 1922 Landwirtschaft an den Universitäten Halle und Kiel und promovierte 1927 mit einer pflanzenzüchterischen Arbeit bei Theodor Roemer in Halle zum Dr. rer. nat. Ab 1929 arbeitete er als wissenschaftlicher Angestellter in der Zweigstelle der Biologischen Reichsanstalt für Land- und Forstwirtschaft in Kitzeberg/Kiel, wo er sich hauptsächlich mit nichtparasitären Getreidekrankheiten befasste. 1935 habilitierte sich Rademacher an der Universität Kiel mit der viel beachteten Arbeit Die Heidemoorkrankheit unter besonderer Berücksichtigung der Kupferfrage. Von 1936 bis 1939 war Rademacher als Dozent für Pflanzenkrankheiten in Bonn-Poppelsdorf tätig.
1939 folgte Rademacher einem Ruf als Professor und Direktor an das neu gegründete Institut für Pflanzenschutz an der Landwirtschaftlichen Hochschule Hohenheim. Das Institut entwickelte er zu einer der angesehensten phytopathologischen Lehr- und Forschungsstätten Deutschlands. Über 100 Dissertationen wurden im Institut bis zu seiner Emeritierung 1969 angefertigt. Von 1954 bis 1956 war Rademacher zusätzlich Rektor der Hochschule Hohenheim.

## Forschungsengagement
Die Forschungsfelder Rademachers betrafen meist Grenzgebiete zwischen Pflanzenbau, Pflanzenschutz und Ökologie. Seine Publikationsliste umfasste über 300 Titel. Darunter befinden sich mehrere grundlegende Beiträge zur Unkrautforschung und Pflanzenphysiologie, wie beispielsweise Gedanken über Begriff und Wesen des Unkrauts, die Lichtverhältnisse in Kulturpflanzenbeständen, insbesondere im Hinblick auf den Unkrautwuchs, Kampf des Menschen gegen die Nahrungsmittelkonkurrenten, gegenseitige Beeinflussung der höheren Pflanzen.

## Mitgliedschaften und Ehrungen
- Ehrenmitglied der katholischen Studentenverbindung KDStV Carolingia Hohenheim (1950)
- Herausgeber der Zeitschrift für Pflanzenkrankheiten und Pflanzenschutz (1958–1973)
- Korrespondierendes Mitglied der Deutschen Akademie der Landwirtschaftswissenschaften Berlin (ab 1955)
- Mitglied der Deutschen Akademie der Naturforscher Leopoldina Halle (ab 1958)
- Auszeichnung mit der Otto-Appel-Denkmünze 1960
- Ehrenpromotion zum Dr. h. c. der TH München (1961)
- Ehrenpromotion zum Dr. h. c. der Universität Halle-Wittenberg (1961)
- Justus-Liebig-Preis der Universität Kiel (1963)
- Ehrenmitglied der Deutschen Phytomedizinischen Gesellschaft